# San Jerónimo, Guatemala
San Jerónimo är en kommunhuvudort i Guatemala.   Den ligger i departementet Departamento de Baja Verapaz, i den centrala delen av landet, 50 km nordost om huvudstaden Guatemala City. San Jerónimo ligger 996 meter över havet och antalet invånare är 8 093.
Terrängen runt San Jerónimo är kuperad åt nordväst, men åt sydost är den bergig. San Jerónimo ligger nere i en dal. Runt San Jerónimo är det ganska tätbefolkat, med 75 invånare per kvadratkilometer. Närmaste större samhälle är Salamá, 9,6 km nordväst om San Jerónimo. I omgivningarna runt San Jerónimo växer huvudsakligen savannskog.